# Epifenomenalismo
El epifenomenalismo es una posición sobre el problema mente-cuerpo que sostiene que los eventos físicos y bioquímicos dentro del cuerpo humano (órganos de los sentidos, impulsos neurales y contracciones musculares, por ejemplo) son la única causa de los eventos mentales (pensamiento, conciencia y cognición) . De acuerdo con este punto de vista, los eventos mentales subjetivos dependen completamente para su existencia de los eventos físicos y bioquímicos correspondientes dentro del cuerpo humano, pero en sí mismos no tienen influencia sobre los eventos físicos. La apariencia de que los estados mentales subjetivos (como las intenciones) influyen en los eventos físicos es simplemente una ilusión. Por ejemplo, el miedo parece hacer que el corazón lata más rápido, pero según el epifenomenalismo, las secreciones bioquímicas del cerebro y el sistema nervioso (como la adrenalina), no la experiencia del miedo, es lo que aumenta los latidos del corazón. Debido a que los eventos mentales son una especie de desbordamiento que no puede causar nada físico y, sin embargo, tiene propiedades no físicas, el epifenomenalismo se considera una forma de dualismo de propiedades.

## Desarrollo
Durante el siglo XVII, René Descartes argumentó que los animales están sujetos a las leyes mecánicas de la naturaleza. Defendió la idea del comportamiento automático, o la realización de acciones sin pensamiento consciente. Descartes cuestionó cómo la mente inmaterial y el cuerpo material pueden interactuar causalmente. Su modelo interaccionista (1649) sostenía que el cuerpo se relaciona con la mente a través de la glándula pineal. La Mettrie, Leibniz y Spinoza, todos a su manera, comenzaron esta forma de pensar. La idea de que incluso si el animal fuera consciente no se añadiría nada a la producción del comportamiento, incluso en animales de tipo humano, fue expresada primero por La Mettrie (1745) y luego por Cabanis (1802), y fue explicada más adelante por Hodgson (1870) y Huxley (1874).
Thomas Henry Huxley estuvo de acuerdo con Descartes en que el comportamiento está determinado únicamente por mecanismos físicos, pero también creía que los humanos disfrutan de una vida inteligente. En 1874, Huxley argumentó, en el discurso presidencial de la Asociación Británica para el Avance de la Ciencia, que los animales son autómatas conscientes . Huxley propuso que los cambios psíquicos son productos colaterales de los cambios físicos. Como la campana de un reloj que no tiene ningún papel en marcar el tiempo, la conciencia no tiene ningún papel en la determinación del comportamiento.
Huxley defendió el automatismo poniendo a prueba las acciones reflejas, apoyado originalmente por Descartes. Huxley planteó la hipótesis de que las ranas que se someten a una lobotomía nadarían cuando se las arrojara al agua, a pesar de no poder iniciar acciones. Argumentó que la capacidad de nadar dependía únicamente del cambio molecular en el cerebro, y concluyó que la conciencia no es necesaria para las acciones reflejas. Según el epifenomenalismo, los animales experimentan dolor solo como resultado de la neurofisiología.
En 1870, Huxley realizó un estudio de caso sobre un soldado francés que había recibido un disparo en la guerra franco-prusiana que le fracturó el hueso parietal izquierdo. Cada pocas semanas, el soldado entraba en un estado de trance, fumaba, se vestía y apuntaba con su bastón como un rifle, todo mientras era insensible a los alfileres, las descargas eléctricas, las sustancias olorosas, el vinagre, el ruido y ciertas condiciones de luz. Huxley usó este estudio para mostrar que la conciencia no era necesaria para ejecutar estas acciones intencionadas, lo que justifica la suposición de que los humanos son máquinas insensibles. La actitud mecanicista de Huxley hacia el cuerpo lo convenció de que sólo el cerebro provoca el comportamiento.
A principios de la década de 1900, científicos conductistas como Iván Pavlov, John B. Watson y B. F. Skinner comenzaron el intento de descubrir las leyes que describen la relación entre estímulos y respuestas, sin referencia a los fenómenos mentales internos. En lugar de adoptar una forma de eliminativismo o ficcionalismo mental, posiciones que niegan que existan fenómenos mentales internos, un conductista pudo adoptar el epifenomenalismo para permitir la existencia de la mente. George Santayana (1905) creía que todo movimiento tiene causas meramente físicas. Debido a que la conciencia es accesoria a la vida y no esencial a ella, la selección natural es responsable de inculcar tendencias para evitar ciertas contingencias sin ningún logró consciente involucrado. En la década de 1960, el conductismo científico encontró dificultades sustanciales y finalmente dio paso a la revolución cognitiva. Los participantes en esa revolución, como Jerry Fodor, rechazan el epifenomenalismo e insisten en la eficacia de la mente. Fodor incluso habla de "epifobia": miedo de convertirse en un epifenomenalista.
Sin embargo, desde la revolución cognitiva, ha habido varios que han defendido una versión del epifenomenalismo. En 1970, Keith Campbell propuso su "nuevo epifenomenalismo", que afirma que el cuerpo produce una mente espiritual que no actúa sobre el cuerpo. Cómo el cerebro crea una mente espiritual, según Campbell, está destinado a permanecer más allá de nuestra comprensión para siempre (ver misterianismo). En 2001, David Chalmers y Frank Jackson argumentaron que las afirmaciones sobre estados conscientes deberían deducirse a priori solo de afirmaciones sobre estados físicos. Ellos ofrecieron que el epifenomenalismo une, pero no cierra, la brecha explicativa entre los reinos físico y fenoménico. Estas versiones más recientes sostienen que solo los aspectos subjetivos y cualitativos de los estados mentales son epifenomenales. Imagina tanto a Pierre como a un robot comiendo una magdalena. A diferencia del robot, Pierre es consciente de comerse la magdalena mientras se desarrolla el comportamiento. Esta experiencia subjetiva a menudo se denomina quale (plural qualia), y describe la "sensación en bruto" privada o el "cómo-es" subjetivo que es el acompañamiento interno de muchos estados mentales. Por lo tanto, mientras Pierre y el robot están haciendo lo mismo, solo Pierre tiene la experiencia interna consciente.
Frank Jackson (1982), por ejemplo, una vez defendió la siguiente opinión:

Soy lo que a veces se conoce como un "fanático de los qualia". Pienso que hay ciertas características de las sensaciones corporales especialmente, pero también de ciertas experiencias perceptivas, que ninguna cantidad de información puramente física incluye. Cuéntame todo lo físico que pueda contarse sobre lo que sucede en un cerebro vivo... no me habrás contado sobre el daño de los dolores, el picor de la picazón, las punzadas de los celos...

De acuerdo con el epifenomenalismo, los estados mentales como la experiencia placentera de Pierre —o, en todo caso, sus qualia distintivos— son epifenómenos; son efectos secundarios o subproductos de procesos físicos en el cuerpo. Si Pierre da un segundo bocado, no es causado por el placer del primero; Si Pierre dice: "Eso estuvo bueno, así que le daré otro bocado", su acto de habla no está causado por el placer anterior. Las experiencias conscientes que acompañan a los procesos cerebrales son causalmente impotentes. La mente podría ser simplemente un subproducto de otras propiedades, como el tamaño del cerebro o la sincronicidad de activación de vías, que son adaptativas.
Algunos pensadores establecen distinciones entre diferentes variedades de epifenomenalismo. En Consciousness Explained, Daniel Dennett distingue entre un sentido puramente metafísico de epifenomenalismo, en el que el epifenómeno no tiene ningún impacto causal en absoluto, y el epifenomenalismo del "silbato de vapor" de Huxley, en el que existen efectos pero no son funcionalmente relevantes.

## Argumentos a favor
Una gran cantidad de datos neurofisiológicos parece apoyar el epifenomenalismo.[cita requerida] . Algunos de los datos más antiguos son el potencial de Bereitschaft o "potencial de preparación" en el que la actividad eléctrica relacionada con acciones voluntarias se puede registrar hasta dos segundos antes de que el sujeto sea consciente de tomar la decisión de realizar la acción. Más recientemente, Benjamin Libet et al. (1979) han demostrado que pueden pasar 0,5 segundos antes de que un estímulo se convierta en parte de la experiencia consciente, aunque los sujetos pueden responder al estímulo en las pruebas de tiempo de reacción en 200 milisegundos. Los métodos y las conclusiones de este experimento han recibido muchas críticas (p. ej., véanse los muchos comentarios críticos en el artículo objetivo de Libet (1985), incluso recientemente por parte de neurocientíficos como Peter Tse, que afirman demostrar que el potencial de preparación no tiene nada que ver con conciencia en absoluto. Investigaciones recientes sobre el potencial relacionado con eventos también muestran que la experiencia consciente no ocurre hasta la última fase del potencial (P3 o posterior) que ocurre 300 milisegundos o más después del evento. En la ilusión de continuidad auditiva de Bregman, donde un tono puro es seguido por un ruido de banda ancha y el ruido es seguido por el mismo tono puro, parece como si el tono se produjera durante todo el período de ruido. Esto también sugiere un retraso en el procesamiento de datos antes de que ocurra la experiencia consciente. El autor de divulgación científica Tor Nørretranders ha llamado a la demora la "ilusión del usuario", lo que implica que solo tenemos la ilusión del control consciente, la mayoría de las acciones son controladas automáticamente por partes no conscientes del cerebro con la mente consciente relegada al papel de espectador.
Los datos científicos parecen apoyar la idea de que la experiencia consciente es creada por procesos no conscientes en el cerebro (es decir, hay un procesamiento subliminal que se convierte en experiencia consciente). Estos resultados han sido interpretados para sugerir que las personas son capaces de actuar antes de que ocurra la experiencia consciente de la decisión de actuar. Algunos argumentan que esto apoya el epifenomenalismo, ya que muestra que el sentimiento de tomar la decisión de actuar es en realidad un epifenómeno; la acción ocurre antes de la decisión, por lo que la decisión no provocó que ocurriera la acción.

## Argumentos en contra
El argumento más poderoso contra el epifenomenalismo es que es autocontradictorio: si tenemos conocimiento sobre el epifenomenalismo, entonces nuestro cerebro sabe acerca de la existencia de la mente, pero si el epifenomenalismo fuera correcto, entonces nuestro cerebro no debería tener ningún conocimiento sobre la mente. porque la mente no afecta nada físico, pero si la mente es física entonces no hay contradicción, y si no lo es, tiene conocimiento sobre sí misma de todos modos.
Sin embargo, algunos filósofos no aceptan esto como una refutación rigurosa. Por ejemplo, Víctor Argonov afirma que el epifenomenalismo es una teoría cuestionable, pero experimentalmente falsable. Argumenta que la mente personal no es la única fuente de conocimiento sobre la existencia de la mente en el mundo. Una criatura (incluso un zombi filosófico) podría tener conocimiento sobre la mente y el problema mente-cuerpo en virtud de algún conocimiento innato. La información sobre la mente (y sus propiedades problemáticas como los qualia y el difícil problema de la conciencia) podría haber estado, en principio, implícitamente "escrita" en el mundo material desde su creación. Los epifenomenalistas pueden decir que Dios creó una mente inmaterial y un "programa" detallado de comportamiento humano material que hace posible hablar sobre el problema mente-cuerpo. Esa versión del epifenomenalismo parece muy exótica, pero no puede ser excluida de la consideración de la teoría pura. Sin embargo, Argonov sugiere que los experimentos podrían refutar el epifenomenalismo. En particular, el epifenomenalismo podría ser refutado si se pueden encontrar correlatos neuronales de la conciencia en el cerebro humano, y se prueba que el habla humana sobre la conciencia es causada por ellos.
Algunos filósofos, como Dennett, rechazan tanto el epifenomenalismo como la existencia de los qualia con la misma acusación que Gilbert Ryle lanzó contra un "fantasma en la máquina" cartesiano, que también son errores categoriales. Una quale o experiencia consciente no pertenecería a la categoría de objetos de referencia por este motivo, sino más bien a la categoría de modos de hacer las cosas.
Los funcionalistas afirman que los estados mentales están bien descritos por su papel general, su actividad en relación con el organismo como un todo. "Esta doctrina tiene sus raíces en la concepción del alma de Aristóteles, y tiene antecedentes en la concepción de la mente de Hobbes como una 'máquina calculadora', pero se ha articulado completamente (y respaldado popularmente) solo en el último tercio del siglo XX". En la medida en que media estímulo y respuesta, una función mental es análoga a un programa que procesa entradas/salidsa en la teoría de los autómatas. En principio, la realización múltiple garantizaría que se puedan evitar las dependencias de la plataforma, ya sea en términos de hardware y sistema operativo o, ex hipotesis, biología y filosofía. Debido a que un lenguaje de alto nivel es un requisito práctico para desarrollar los programas más complejos, el funcionalismo implica que un fisicalismo no reduccionista ofrecería una ventaja similar sobre un materialismo estrictamente eliminativo.
Los materialistas eliminativos creen que la "psicología popular" es tan poco científica que, en última instancia, será mejor eliminar conceptos primitivos como mente, deseo y creencia, en favor de una explicación neurocientífica futura. Una posición más moderada, como la teoría del error de J. L. Mackie, sugiere que las creencias falsas deben eliminarse de un concepto mental sin eliminar el concepto en sí mismo, dejando intacto el significado central legítimo.
Los resultados de Benjamin Libet se citan a favor del epifenomenalismo, pero él cree que los sujetos todavía tienen un "veto consciente", ya que el potencial de preparación no conduce invariablemente a una acción. En Freedom Evolves, Daniel Dennett argumenta que una conclusión sin libre albedrío se basa en suposiciones dudosas sobre la ubicación de la conciencia, además de cuestionar la precisión e interpretación de los resultados de Libet. La neurocientífica Adina Roskies y los teóricos cognitivos Tim Bayne y Alfred Mele han realizado críticas similares a la investigación al estilo de Libet.
Otros han argumentado que datos como el potencial de Bereitschaft socavan el epifenomenalismo por la misma razón, que tales experimentos se basan en que un sujeto informe el punto en el tiempo en el que ocurre una experiencia consciente y una decisión consciente, confiando así en que el sujeto sea capaz de realizar conscientemente una acción. Esa habilidad parecería estar en desacuerdo con el epifenomenalismo temprano, que según Huxley es la afirmación amplia de que la conciencia es "completamente sin ningún poder... como el silbato de vapor que acompaña el trabajo de una locomotora no tiene influencia sobre su maquinaria". Los dualistas mente-cuerpo rechazan el epifenomenalismo por los mismos motivos.
Adrián G. Guggisberg y Annaïs Mottaz también cuestionaron esos hallazgos.
Un estudio de Aaron Schurger y sus colegas publicado en PNAS desafió las suposiciones sobre la naturaleza causal del propio potencial de preparación (y la "acumulación previa al movimiento" de la actividad neuronal en general), negando así las conclusiones extraídas de estudios como el de Libet y Fried.
A favor del interaccionismo, Celia Green (2003) argumenta que el epifenomenalismo ni siquiera proporciona una solución satisfactoria al problema de interacción planteado por el dualismo de sustancias. Aunque no implica dualismo de sustancia, según Green, el epifenomenalismo implica una forma unidireccional de interaccionismo que es tan difícil de concebir como la forma bidireccional encarnada en el dualismo de sustancia. Green sugiere que la suposición de que es un problema menor puede surgir de la creencia no examinada de que los eventos físicos tienen algún tipo de primacía sobre los mentales.
Varios científicos y filósofos, incluidos William James, Karl Popper, John C. Eccles y Donald Symons, descartan el epifenomenalismo desde una perspectiva evolutiva. Señalan que la opinión de que la mente es un epifenómeno de la actividad cerebral no es consistente con la teoría evolutiva, porque si la mente no tuviera funciones, habría desaparecido hace mucho tiempo, ya que no habría sido favorecida por la evolución.

## Lectura adicional
- Chalmers, David. (1996) The Conscious Mind: In Search of a Fundamental Theory, Oxford: Oxford University Press.
- Green, Celia. (2003) The Lost Cause: Causation and the Mind-Body Problem,  Oxford: Oxford Fórum.
- Jackson, Frank. (1982) "Epiphenomenal Qualia", The Philosophical Quarterly, 32, pp. 127–136. Online text
- James, William. (1890) The Principles of Psychology, Henry Holt And Company. Online text
- Libet, Benjamin; Wright, E. W.; Feinstein, B.; Pearl, D. K. (1979). «Subjective Referral of the Timing for a Conscious Sensory Experience». Brain 102 (1): 191-221. PMID 427530. doi:10.1093/brain/102.1.193.
- Libet, Benjamin (1985). «Unconscious Cerebral Initiative and the Role of Conscious Will in Voluntary Action». Behavioral and Brain Sciences 8 (4): 529-566. doi:10.1017/s0140525x00044903.
- Robinson, William (2019) Epiphenomenal Mind: An Integrated Outlook on Sensations, Beliefs, and Pleasure, New York and London: Routledge.